# Paying for Silence
Paying for Silence è un cortometraggio muto del 1913 prodotto dalla Nestor. Il nome del regista non viene riportato nei credit.

## Trama
Patten, proprietario di un giornale molto influente, si sente attratto da Tira. La ragazza, giovane e frivola, viene presa in giro da suo fratello Ted che le predice un futuro da zitella. Lei, allora, scommette con lui di indurre Patten a sposarla. L'editore, che si dichiara con lei, si arrabbia però quando viene a sapere della scommessa e, in un impeto iroso, getta l'anello di fidanzamento fuori dalla finestra.
Tempo dopo, Ted viene coinvolto in uno scandalo. Tira, per aiutarlo, si reca dall'ex fidanzato per chiedergli di non pubblicare la storia. Il loro incontro fa rinascere l'amore tra i due: Patten propone alla ragazza di sposarlo e lei accetta, tirando fuori l'anello che era stato gettato via.

## Produzione
Il film fu prodotto dalla Nestor Film Company.

## Distribuzione
Distribuito dall'Universal Film Manufacturing Company, il film - un cortometraggio di una bobina - uscì nelle sale cinematografiche USA il 18 aprile 1913.